# ゲット・トゥゲザー (マドンナの曲)
「ゲット・トゥゲザー」(Get Together) は、2006年6月6日に発売されたマドンナのシングル。彼女の10枚目のスタジオ・アルバム『コンフェッションズ・オン・ア・ダンスフロア』から3枚目のシングル・カットとしてリリースされた。

## 概要
マドンナとスチュアート・プライスによるプロデュース。収録アルバム『コンフェッションズ・オン・ア・ダンスフロア』の中でダウンロード数が3番目に多い楽曲であったことからシングル化が決まった。
第49回グラミー賞の「最優秀ダンス・レコーディング賞」部門にノミネートされた。

### ミュージック・ビデオ
アメリカ・カリフォルニア州を拠点として活動しているLoganというアニメーション・チームによって制作された。ビデオは2005年11月15日にロンドンのライブハウス「KOKO」にて行なわれた、マドンナのライヴパフォーマンスをアニメ風にアレンジした映像となっている。